# Kris Letang
Kristopher Allen Letang (* 24. dubna 1987, Montreal, Québec) je kanadský hokejový obránce hrající v týmu Pittsburgh Penguins v severoamerické lize NHL.

## Úspěchy

### Individuální úspěchy
- CHL All-Rookie Team – 2004/05
- QMJHL All-Star Team – 2004/05
- All-Star Team na MS 18' – 2005
- CHL 2. All-Star Team – 2005/06
- QMJHL 1. All-Star Team – 2005/06, 2006/07
- CHL 2. All-Star Team – 2006/07
- Kevin Lowe Trophy – 2006/07
- Emile Bouchard Trophy – 2006/07
- Paul Dumont Trophy – 2006/07
- All-Star Team na MSJ – 2007
- NHL YoungStars Game – 2008
- NHL All-Star Game – 2011

### Kolektivní úspěchy
- Bronzová medaile ze světového šampionátu do 17 let – 2004
- Stříbrná medaile na MS 18' – 2005
- Zlatá medaile z MSJ – 2006, 2007

## Prvenství
- Debut v NHL - 5. října 2007 (Pittsburgh Penguins proti Philadelphia Flyers)
- První gól v NHL - 12. října 2007 (New York Rangers proti Pittsburgh Penguins, brankáři Henrik Lundqvist)
- První asistence v NHL - 24. dubna 2008 (New York Rangers proti Pittsburgh Penguins)

## Klubové statistiky
| Sezóna      | Klub                           | Soutěž      |       | Základní část | Základní část | Základní část | Základní část | Základní část |    | Play off | Play off | Play off | Play off | Play off |
| Sezóna      | Klub                           | Soutěž      | Z     | G             | A             | B             | TM            | Z             | G  | A        | B        | TM       |          |          |
| 2004/05     | Val-d'Or Foreurs               | QMJHL       | 70    | 13            | 19            | 32            | 117           | –             | –  | –        | –        | –        |          |          |
| 2005/06     | Val-d'Or Foreurs               | QMJHL       | 60    | 25            | 43            | 68            | 156           | 5             | 1  | 5        | 6        | 20       |          |          |
| 2006/07     | Pittsburgh Penguins            | NHL         | 7     | 2             | 0             | 2             | 4             | –             | –  | –        | –        | –        |          |          |
| 2006/07     | Val-d'Or Foreurs               | QMJHL       | 31    | 13            | 35            | 48            | 56            | 19            | 12 | 19       | 31       | 48       |          |          |
| 2006/07     | Wilkes-Barre/Scranton Penguins | AHL         | –     | –             | –             | –             | –             | 1             | 0  | 1        | 1        | 2        |          |          |
| 2007/08     | Wilkes-Barre Scranton Penguins | AHL         | 10    | 1             | 6             | 7             | 4             | –             | –  | –        | –        | –        |          |          |
| 2007/08     | Pittsburgh Penguins            | NHL         | 63    | 6             | 11            | 17            | 23            | 16            | 0  | 2        | 2        | 12       |          |          |
| 2008/09     | Pittsburgh Penguins            | NHL         | 74    | 10            | 23            | 33            | 24            | 23            | 4  | 9        | 13       | 26       |          |          |
| 2009/10     | Pittsburgh Penguins            | NHL         | 73    | 3             | 24            | 27            | 51            | 13            | 5  | 2        | 7        | 6        |          |          |
| 2010/11     | Pittsburgh Penguins            | NHL         | 82    | 8             | 42            | 50            | 101           | 7             | 0  | 4        | 4        | 10       |          |          |
| 2011/12     | Pittsburgh Penguins            | NHL         | 51    | 10            | 32            | 42            | 34            | 6             | 1  | 4        | 5        | 21       |          |          |
| 2012/13     | Pittsburgh Penguins            | NHL         | 35    | 5             | 33            | 38            | 16            | 15            | 3  | 13       | 16       | 8        |          |          |
| 2013/14     | Pittsburgh Penguins            | NHL         | 37    | 11            | 11            | 22            | 16            | 13            | 2  | 4        | 6        | 14       |          |          |
| 2014/15     | Pittsburgh Penguins            | NHL         | 69    | 11            | 43            | 54            | 79            | –             | –  | –        | –        | –        |          |          |
| 2015/16     | Pittsburgh Penguins            | NHL         | 71    | 16            | 51            | 67            | 66            | 22            | 2  | 12       | 14       | 22       |          |          |
| 2016/17     | Pittsburgh Penguins            | NHL         | 41    | 5             | 29            | 34            | 32            | –             | –  | –        | –        | –        |          |          |
| 2017/18     | Pittsburgh Penguins            | NHL         | 79    | 9             | 42            | 51            | 56            | 12            | 3  | 8        | 11       | 15       |          |          |
| 2018/19     | Pittsburgh Penguins            | NHL         | 65    | 16            | 40            | 56            | 48            | 4             | 0  | 1        | 1        | 2        |          |          |
| 2019/20     | Pittsburgh Penguins            | NHL         | 61    | 15            | 29            | 44            | 38            | 4             | 0  | 0        | 0        | 0        |          |          |
| 2020/21     | Pittsburgh Penguins            | NHL         | 55    | 7             | 38            | 45            | 32            | 6             | 1  | 5        | 6        | 6        |          |          |
| 2021/22     | Pittsburgh Penguins            | NHL         | 78    | 10            | 58            | 68            | 49            | 7             | 1  | 3        | 4        | 0        |          |          |
| 2022/23     | Pittsburgh Penguins            | NHL         | 4     | 12            | 29            | 41            | 30            | –             | –  | –        | –        | –        |          |          |
| 2023/24     | Pittsburgh Penguins            | NHL         | 82    | 10            | 41            | 51            | 62            | —             | —  | —        | —        | —        |          |          |
| NHL celkově | NHL celkově                    | NHL celkově | 1 087 | 166           | 576           | 742           | 753           | 149           | 23 | 67       | 90       | 142      |          |          |

## Reprezentace
| Rok                    | Tým                    | Soutěž                 | Z  | G | A  | B  | TM |  |
| ---------------------- | ---------------------- | ---------------------- | -- | - | -- | -- | -- |  |
| 2005                   | Kanada 18'             | MS 18'                 | 6  | 2 | 2  | 4  | 20 |  |
| 2006                   | Kanada 20'             | MSJ                    | 6  | 1 | 2  | 3  | 2  |  |
| 2007                   | Kanada 20'             | MSJ                    | 6  | 0 | 6  | 6  | 12 |  |
| Juniorská reprezentace | Juniorská reprezentace | Juniorská reprezentace | 18 | 3 | 10 | 13 | 36 |  |